# Lokalna cesta
Lokalna cesta je kategorija občinske javne ceste, ki povezuje naselja v občini z naselji v sosednjih občinah ali naselja in dele naselij v občini med seboj in je pomembna za navezovanje prometa na javne ceste enake ali višje kategorije. (Zakon o cestah)
Lokalne ceste v naseljih se lahko razvrščajo tudi v podkategorije in sicer:
- glavne mestne ceste, ki so kot nadaljevanje državnih cest skozi mesto namenjene prometnemu povezovanju mestnih območij in četrti,
- zbirne mestne ceste ali zbirne krajevne ceste, ki so namenjene zbiranju in navezovanju prometnih tokov iz posameznih območij ali četrti mest in delov naselij na ceste višje kategorij in
- mestne ceste ali krajevne ceste, ki so kot nadaljevanje cest višje kategorije namenjene dostopu do zaključenih prostorskih enot (stanovanjske soseske blokovne in individualne gradnje, industrijske cone, nakupovalni in rekreacijski centri ipd.).

Poleg lokalnih cest so kategorizirane občinske ceste tudi javne poti.

## Značilnosti
Glede na vrsto terena po katerem lokalne ceste potekajo so zanje predvidene računske hitrosti od 40 do 60 km/h. Največji dopustni vzdolžni nagibi so 6% za ravninski teren do 15% za gorski teren. Širina voznega pasu bi naj bila 2,5 m do 2,75 m. Vse to seveda velja ko načrtujemo novo cesto ali jo želimo ustrezno rekonstruirati. Vsekakor pa velja, da so elementi lokalne ceste odvisni od strukture in obsega obstoječega in planiranega prometa.
Varovalni pas občinske cest se meri od zunanjega roba cestnega sveta v smeri prečne in vzdolžne osi, pri premostitvenih objektih pa od tlorisne projekcije najbolj izpostavljenih robov objekta na zemljišče ter znaša pri lokalnih cestah največ 10 metrov. 